# Далтон, Дороти
Дороти Далтон (англ. Dorothy Dalton, 22 сентября 1893 — 13 апреля 1972) — американская актриса немого кино.
Свою актёрскую карьеру она начала на театральных подмостках Чикаго, а спустя четыре года дебютировала в кино. Её карьера в кино продолжалась всего десяти лет, но за это время актриса снялась более чем в полусотне немых фильмов, среди которых «Ученик» (1915), «Три мушкетёра» (1916), «Виновен в любви» (1920) и «Закон Лоулесса» (1923). С 1919 по 1920 год Далтон играла на Бродвее в пьесе «Жена страны».
Дороти Далтон дважды была замужем. её первым супругом был актёр Лью Коди, с которым она развелась в 1915 году. В 1924 году она вышла замуж за театрального продюсера Артура Хаммерстайна, дядю Оскара Хаммерстайн II, после чего завершила свою актёрскую карьеру. Её муж умер в 1955 году, а сама актриса скончалась в апреле 1972 года в своём доме в Скарсдейле, штат Нью-Йорк, в возрасте 78 лет. Её вклад в киноиндустрию США отмечен звездой на Голливудской аллее славы.